# هشام بن حكيم
هشام بن حكيم بن حِزَام بن خويلد بن أسد بن عبد العزى بن قصي القرشي. صحابي وابن صحابي. أسلم يوم فتح مكة. دخل الشام أيام الفتوح. لم يتخذ هشام أهلاً ولا ولداً، وتوفي قبل وفات أبيه حكيم بزمن.
له واقعة مع عمر بن الخطاب حول الاختلاف حول قراءة القرآن، وآخر مع والي حمص عياض بن غنم أيام فتوح الشام حول الشدة مع التعامل مع الناس، وذُكر في الخبر حديثين للنبي محمد.

## خبره مع عمر بن الخطاب
| هشام بن حكيم | عن عُرْوة عن المسْوَر بن مخْرمة وعبد الرحمن بن عبد القاريِّ أَنهما أَخبراه أَنهما سمعا عمر بن الخطاب يقول: مررت بهشام بن حكيم بن حِزام وهو يقرأَ سورة الفرقان في حياة رسول الله ﷺ، فإِذا هو يقرأُ على حروف لم يُقْرئْنِيها رسول الله ﷺ، فكدت أُسَاوِره في الصلاة، فنظرت حتى سلم فَلَبَّبْتُه بردائه، فقلت: من أَقرأَك هذه السورة؟ قال: أَقرأْنيها رسول الله ﷺ. فقلت له كذبتَ، والله إِن رسول الله لهُو أَقرأَني هذه السورة التي تقرأُها، فانطلقت أَقودُه إِلى رسول الله ﷺ: فقلت إِني سمعت هذا يقرأُ سورة الفرقان على حُروف لم تُقْرئْنيها. فقال النبي ﷺ: "أَرْسِلْهُ يَا عُمَرُ، اقْرَأْ يَا هِشَامُ". فقرأَ القراءة التي سمعت، فقال رسول الله ﷺ: "هَكَذَا أُنْزِلَتْ". ثم قال النبي ﷺ: "أَقرأ يا عمر". فقرأت القراءة التي أَقرأَني النبي ﷺ، فقال النبي: "هَكَذَا أُنْزِلَتْ": ثم قال النبي ﷺ: "إِنَّ هَذَا الْقُرْآنَ أُنْزِلَ عَلَى سَبْعَةِ أَحْرُفٍ. فَاقْرَأوا مَا تَيَسَّرَ مِنْهُ" | هشام بن حكيم |

.

## خبره مع عياض بن غنم
| هشام بن حكيم | عن جُبَير بن نفير قال: جلد عياض بن غَنْم صاحب دار حِين فُتِحت، فأَغلظ له هشام بن حكيم القولَ حتى غضِب عياض. ثم مكث ليالي، فأَتاه هشام فاعتذر إِليه، ثم قال هشام لعياض: أَلم تسمع رسولَ الله ﷺ يقول: "إِنَّ مِنْ أَشَدِّ الْنَّاسِ عَذَابًا أَشَدَّهُمْ لِلْنَّاسِ عَذَابًا فِي الْدُّنْيَا"؟ فقال عياض: قد سمعنا ما سمعتَ، ورأَينا ما رأَيتَ، أَو لم تسمع رسول اللّه ﷺ يقول: "مَنْ أَرَادَ أَنْ يَنْصَحَ لِذِي سُلْطَانِ عَامَّةٍ فَلَا يُبْدِ لَهُ عَلَانِيَةً، وَلَكِنْ لِيَخْلُ بِهِ، فَإِنْ قَبِلَ مِنْهُ فَذَاكَ، وَإِلاَّ كَانَ قَدْ أَدَّى الَّذِي عَلَيْهِ لَهُ" وإِنك يا هشام لأنت الجَرِيءُ إِذ تجتريءُ على سلطان الله، فهلا خشيت أَن يقتلك السلطان، فتكون قتيل سلطان الله؟! | هشام بن حكيم |